# Kostel svatého Jakuba Většího (Kounice)
Kostel svatého Jakuba Většího v Kounicích je římskokatolický filiální kostel v centrální části středočeské obce Kounice v okrese Nymburk v blízkosti zdejšího zámku. Spravován je z českorodské farnosti, vikariátu Kolín. Původně gotický kostel byl barokně upraven. Kostel je zapsán na seznamu kulturních památek pod číslem 16034/2–1836.

## Historie

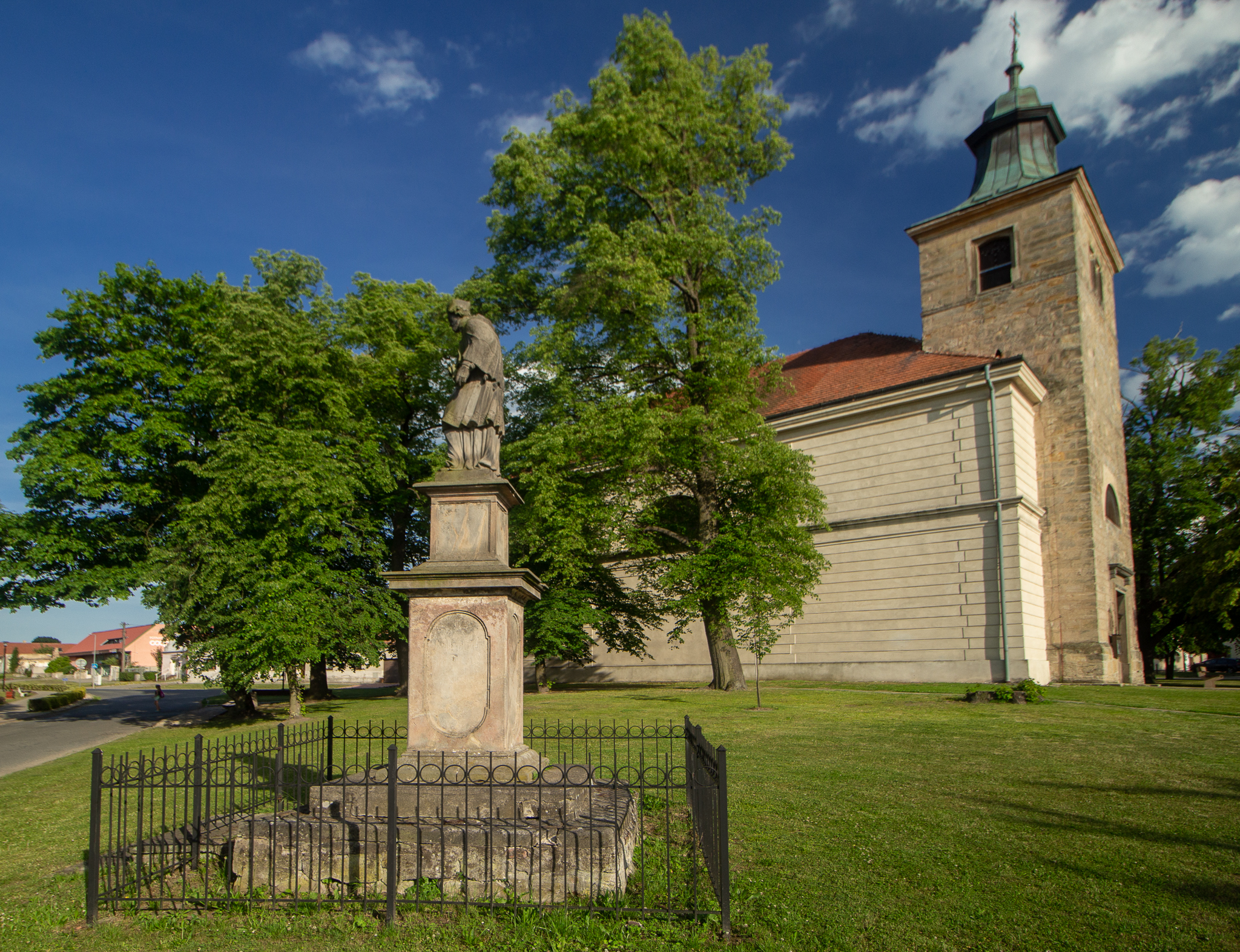
Socha sv. Jana Nepomuckého před kostelem

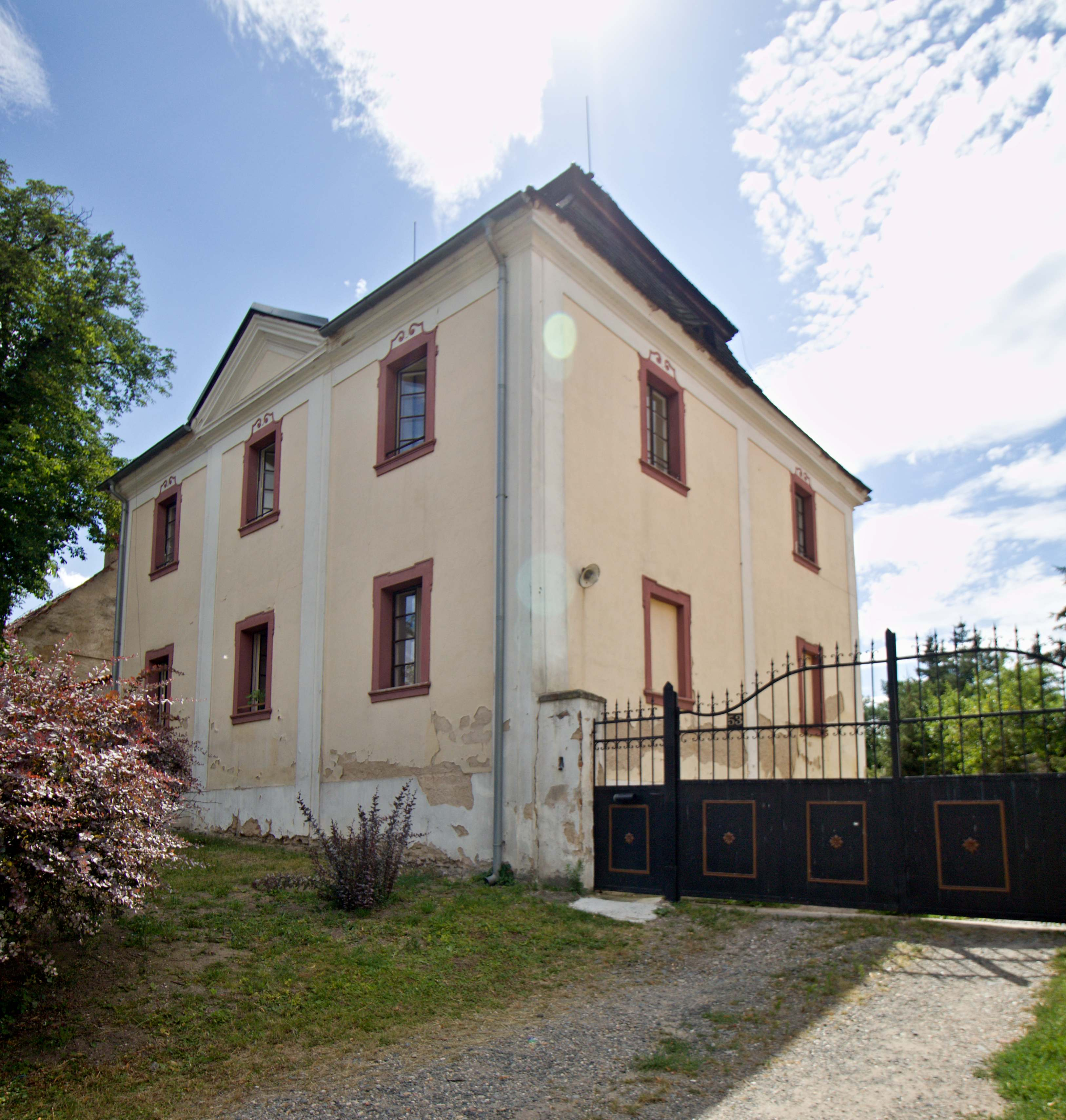
Budova někdejší fary

Kostel v Kounicích existoval zřejmě již ve 12. století. Písemná zmínka o něm z roku 1350 je ve farním děkanátu v Kouřimi a v roce 1352 je doložen jako farní kostel a jako jeho patroni jsou uvedeni Zdeněk, Jan a Jiří z Kounic (z Konic)
Ze středověké podoby kostela se dochovala hranolová gotická věž v průčelí kostela, která sloužila jako obranná opevněná věž. V době třicetileté války je kostel uváděn jako filiální. Z doby vrcholného baroka se dochovaly některé cenné součásti mobiliáře z dílny Ferdinanda Maxmiliána Brokoffa na zakázku hraběte Václava z Morzinu z 1. čtvrtiny 18. století.
V době provádění barokních úprav roku 1769 byla věž snížena o jedno patro, pravděpodobně dřevěné. Pod barokní omítkou se původně nacházelo pískovcové kvádříkové zdivo ze středověké stavby, jak se ukázalo při rekonstrukci kostela v roce 1988.
V roce 1834 byla stržena původní gotická loď a nahrazena novou širší lodí v empírovém slohu zakončenou půlkruhovou apsidou v novorománském a podle návrhu Matyáše Čermáka, knížecího stavitele Lichtenštejnů. Roku 1836 byla stavba dokončená a vysvěcena českobrodským vikářem Antonínem Ettlem.
V kostele se nacházely dva  zvony, připomínající majitele panství v 17. století, manžele de Suys.

### Varhany
V kostele se nacházejí původní varhany z roku 1907 od mistra Jindřicha Schiffnera ze Cvikova.